# Jakob Winter (Rabbiner)
Jakob Winter (* 30. Juni 1857 in Schandorf (heute: Prievaly); gestorben 18. März 1940 in Dresden) war seit 1887 der dritte Oberrabbiner zu Dresden.

## Leben

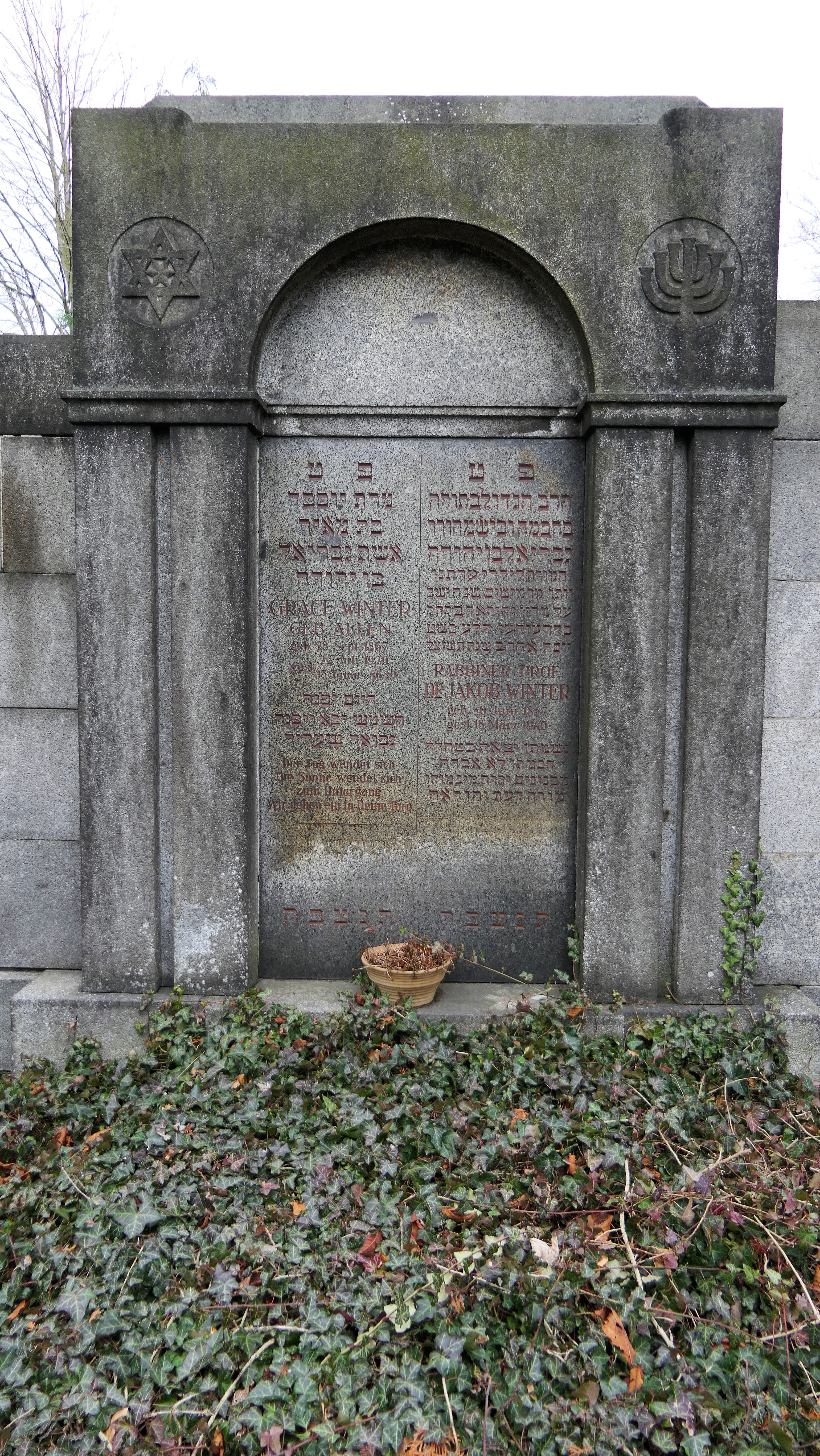
Grab von Jakob Winter auf dem Neuen Jüdischen Friedhof in Dresden

Jakob Winter begann im Alter von vierzehn Jahren bei einem Rabbiner in Miava ein Talmudstudium. An den Rabbinerseminaren in Berlin und Breslau studierte er jüdische Theologie. 1886 wurde er an der Philosophischen Fakultät der Universität Halle promoviert.
Nach dem plötzlichen Tod des Oberrabbiners Wolf Landau erhielt Winter nach einer Probepredigt 1886 die provisorische Führung der Rabbinergeschäfte in Dresden. Am 8. April 1887 wurde Jakob Winter mit 237 von 304 Stimmen zum Rabbiner auf Lebenszeit gewählt. 1911 wurde er vom sächsischen König Friedrich August III. zum Professor ernannt.
Im Jahr 1936 konnte er – unter schwierigsten äußeren Bedingungen aufgrund der nationalsozialistischen Herrschaft – das seltene Jubiläum einer fünfzigjährigen Amtszeit begehen. Danach übernahm sein langjähriger Kollege Albert Wolf die Amtsgeschäfte.
Winter war als Delegierter der Gemeinde und des Sächsischen Israelitischen Gemeindeverbandes tätig. Des Weiteren war er Mitglied der Delegation zur Aufhebung des Schächt-Verbots.
Er starb am 30. März 1940 in Dresden, wo sich sein Grab auf dem Neuen Jüdischen Friedhof befindet.

## Die jüdische Literatur seit Abschluss des Kanons

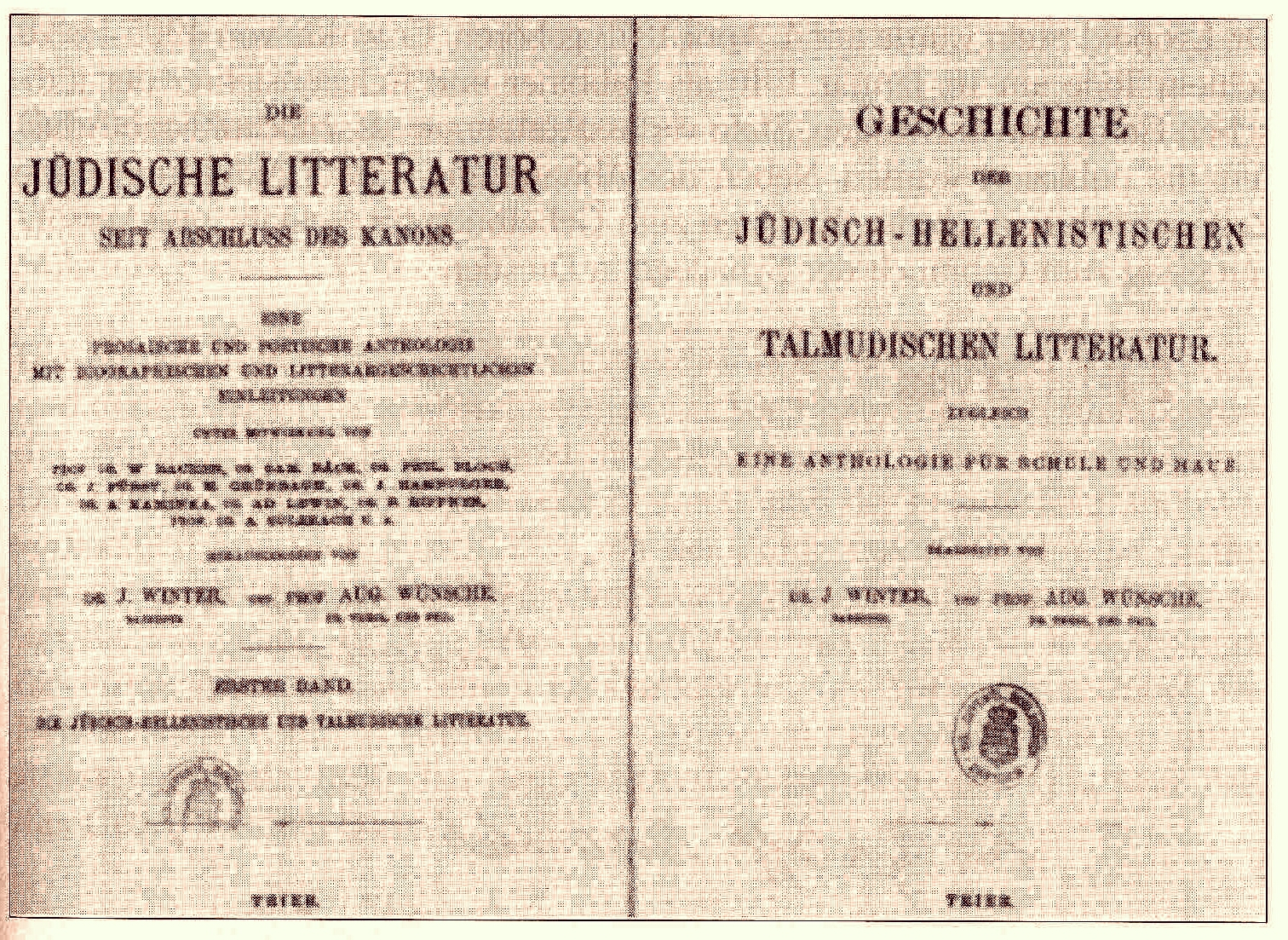
Jakob Winter und August Wünsche: Die jüdische Literatur seit Abschluss des Kanons

Jakob Winter und August Wünsche waren von 1894 bis 1897 in Trier die Herausgeber der dreibändigen Anthologie Die Jüdische Literatur seit Abschluss des Kanons. Eine prosaische und poetische Anthologie mit biographischen und litteraturgeschichteichen Einleitungen, einer Quellensammlung für Belegstellen und Beispiele für den Unterricht in der nachbiblischen Religions- und Literaturgeschichte. So behandelt der erste Band die gesamte Geschichte der jüdisch-hellenistischen und targumischen Literatur, Mischna, Tosefta, jerusalemische und babylonische Gemara, die Midraschim, die kleinen Traktate und kleinen Midraschim.

## Ehrung
Nach 1991 wurde der ehemalige Otto-Grotewohl-Platz in Dresden-Prohlis umbenannt in Jacob-Winter-Platz.

## Werke
- Jakob Winter / August Wünsche (Hrsg.): Die jüdische Literatur seit Abschluss des Kanons. Eine prosaische und poetische Anthologie mit biographischen und literargeschichtlichen Einleitungen. Trier 1894–1896 (Digitalisat der Uni-Bibliothek Frankfurt a. M.) [Reprograf. Nachdruck: Olms, Hildesheim 1965].
  - Band 1: Geschichte der jüdisch-hellenistischen und talmudischen Literatur: zugleich eine Anthologie für Schule und Haus, Trier 1894.
  - Band 2: Geschichte der rabbinischen Literatur während des Mittelalters und ihrer Nachblüte in der neueren Zeit, Trier 1894.
  - Band 3: Geschichte der poetischen, kabbalistischen, historischen und neuzeitlichen Literatur der Juden, Trier 1896.